# Sort sennep
Sort sennep (Brassica nigra) er en etårig plante, der dyrkes for sine mørkebrune til sorte frø, som almindeligvis bruges som krydderi. Det er hjemmehørende i tropiske områder i Nordafrika, tempererede områder i Europa og dele af Asien. Trods det danske navn tilhører planten ikke slægten sennep men kålslægten.

## Beskrivelse
Det er en opretstående plante med store stilkede blade. De er dækket med hår eller børster i bunden, men er glattere på stilken. Den kan blive op til 1,2 m høj i fugtig frugtbar jord. Den blomstrer om sommeren fra maj (i Danmark) og fremefter. Blomsterne har fire gule kronblade, som er dobbelt så lange som bægerbladene. Hver stilk har omkring fire blomster øverst, der danner en ring omkring stilken. Senere danner planten lange frøstande, der indeholder fire afrundede frø.
Det blev formelt beskrevet af Karl Koch i "Deutschl. Fl." (eller Deutschlands Flora) ed.3 på side 713 i 1833. Dette var baseret på en beskrivelse af den svenske botaniker Carl Linnaeus.
Den latinske specifikke epithet nigra er afledt af det latinske ord for sort. Dette skyldes de sorte frø.

## Udbredelse og levested
Planten er hjemmehørende i tropiske områder i Nordafrika, tempererede områder i Europa og dele af Asien.

### Udbredelse
Den findes i Nordafrika, i Algeriet, Egypten, Eritrea, Libyen, Etiopien, Marokko og Tunesien.
I Asien findes den i Afghanistan, Armenien, Kaukasus, Kina (i provinserne Gansu, Jiangsu, Qinghai, Xinjiang og Xizang ), Cypern, Indien, Iran, Irak, Israel, Kasakhstan, Libanon, Syrien og Tyrkiet.
I Østeuropa findes den i Hviderusland, Moldova og Ukraine.
I Mellemeuropa er det i Østrig, Belgien, Tjekkiet, Tyskland, Ungarn, Holland, Polen, Slovakiet og Schweiz . I Nordeuropa, i Irland og Storbritannien.
I det sydøstlige Europa, inden for Albanien, Bosnien-Hercegovina, Bulgarien, Kroatien, Grækenland, Italien, Montenegro, Nordmakedonien, Rumænien, Serbien og Slovenien.
Også i det sydvestlige Europa findes den i Frankrig og Spanien.
Den blev introduceret til Stillehavskysten i Nordamerika hvor den betragtes som en invasiv art.

## Brug
For mere end 2000 år siden blev planten brugt som krydderi; det blev nævnt af den romerske forfatter Columella i det 1. århundrede e.Kr. Plantebladene blev også syltet i eddike. I det 13. århundredes Frankrig blev frøene malet og blandet med ugæret druesaft (most) for at skabe "moût-glødende" ("brændende most"). Dette blev senere til "moutarde", eller sennep på engelsk.
Et krydderi er generelt lavet af formalede frø af planten, med frøkapperne fjernet. Det lille frø på 1 mm er hårdt og varierer i farve fra mørkebrunt til sort. De er smagsfulde, selvom de næsten ikke har nogen aroma. Frøene er almindeligt anvendt i det indiske køkken, for eksempel i karry, hvor det er kendt som rai. Frøene bliver normalt smidt i varm olie eller ghee, hvorefter de popper og frigiver en karakteristisk nøddesmag. Frøene har en betydelig mængde fedtolie, primært oliesyre. Denne olie bruges ofte som madolie i Indien, hvor den kaldes "sarson ka tel".
De unge blade, knopper og blomster er spiselige.
Sort sennep menes at være frøet nævnt af Jesus i lignelsen om sennepsfrøet.
Siden 1950'erne er sort sennep blevet mindre populært sammenlignet med brun sennep, fordi nogle sorter af brun sennep har frø der kan høstes mekanisk på en mere effektiv måde.

### Folkemedicin
I Storbritannien blev planten brugt til at lave "varme sennepsbade", som ville hjælpe folk med forkølelse. Malede frø af planten blandet med honning er meget brugt i Østeuropa som hostedæmpende middel. I det østlige Canada, var brugen af "mouche de moutarde" til at behandle luftvejsinfektioner populært før fremkomsten af moderne medicin. Det bestod i at blande formalede sennepsfrø med mel og vand og skabe en kataplasma med pastaen. Dette omslag blev lagt på brystet eller ryggen og efterladt indtil personen følte en stikkende fornemmelse. Senneps omslag kan også bruges til at hjælpe muskelsmerter.

## Lignende planter
På trods af deres lignende almindelige navne er sort sennep og hvid sennep (slægten Sinapis ) ikke nært beslægtede. Sort sennep tilhører samme slægt som kål og majroer.
B. nigra ligner også Hirschfeldia incana, eller gråsennep, (tidligere Brassica geniculata ), som er en flerårig plante.

## Eksterne links
- Indgang i Gernot Katzers krydderisider, med billeder og detaljerede oplysninger
- Indgang i Illinois Wildflowers
- Sennep